# دانشگاه آمریکایی کویت

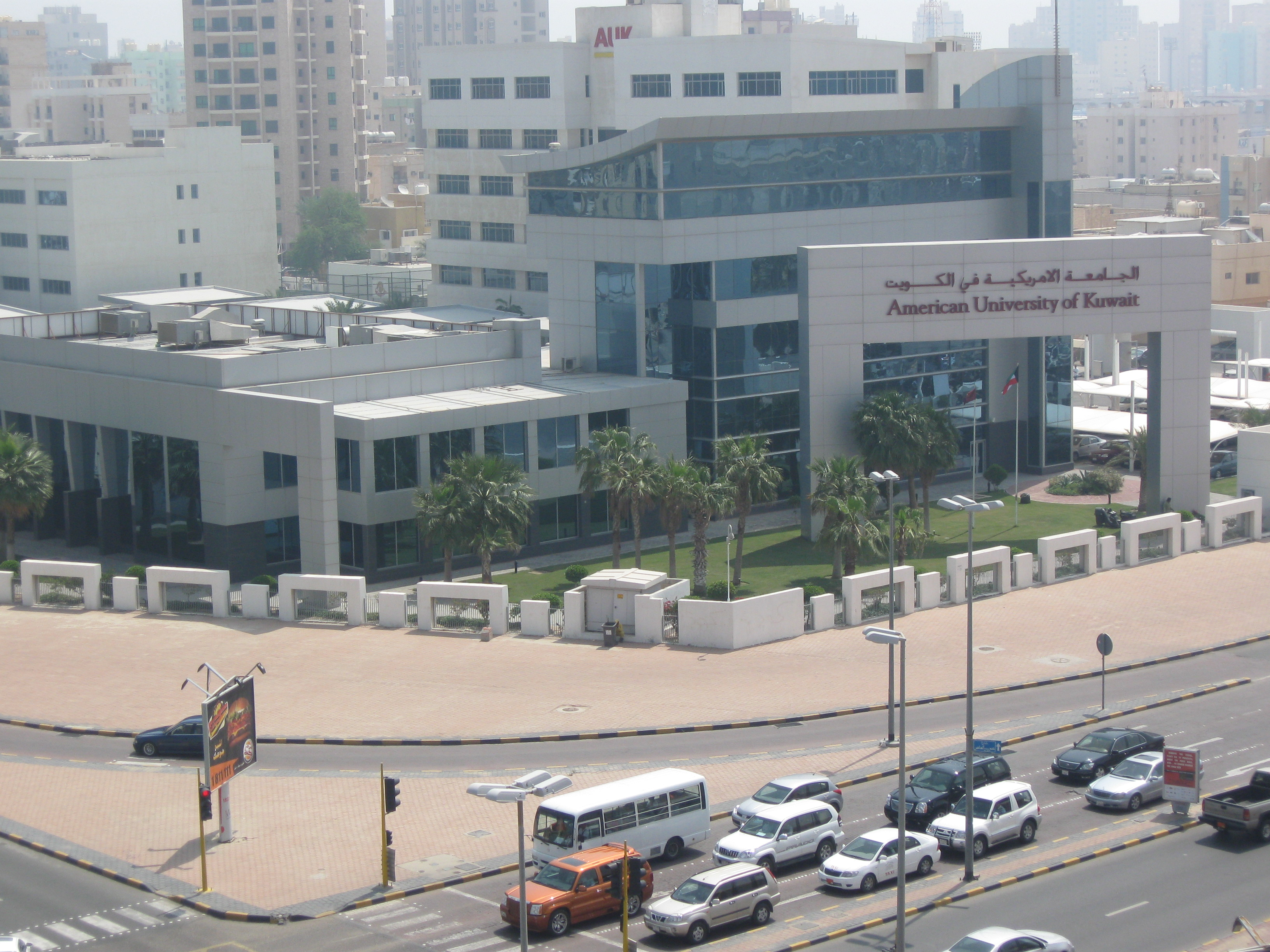
نمایی از مجتمع دانشگاه آمریکایی کویت - ۲۰۰۹

دانشگاه آمریکایی کویت (به انگلیسی: American University of Kuwait)، دانشگاهی آمریکایی است که در سال ۲۰۰۳ میلادی در کویت تأسیس شد.
این دانشگاه ۱۱۶۲ دانشجو، و دروس دانشگاهی در این دانشگاه به زبان‌های انگلیسی تدریس می‌شوند. دانشگاه آمریکایی کویت (American University Of Kuwait) یکی از بهترین دانشگاه‌های خاورمیانه است که در کشور کویت قرار دارد. این دانشگاه در رتبه‌بندی‌ها و رنکینگ‌های جهانی دانشگاه‌های برتر جهان در رتبه بالایی قرار دارد. علی‌رغم بالا بودن هزینه تحصیل در این دانشگاه به نسبت دانشگاه‌های اروپایی، اعتبار مدرک این دانشگاه در سطح بالایی است. سیستم آموزشی این دانشگاه خصوصی بر اساس الگوی آموزشی دانشگاه‌های آمریکا پایه‌گذاری شده است. اهداف این مؤسسه آموزشی ارتقا کیفیت آموزشی و توسعه دانشگاه و امکان تحصیل در مقاطع مختلف تحصیلی می‌باشد.